# South Section
South Section est une communauté de la Nouvelle-Écosse au Canada. Elle fait partie de la municipalité régionale d'Halifax et est située dans la vallée de la Musquodoboit (en).